# Eduardo Ortiz de Landázuri
(Juan Antonio Narvaez Sanchez, L'avventura di un medico cristiano)
Eduardo Ortiz de Landázuri Fernández de Heredia (Segovia, 31 ottobre 1910 – Pamplona, 20 maggio 1985) è stato un medico e docente spagnolo. Inoltre è stato uno dei fondatori dell'Università di Navarra a Pamplona.
Fu membro del Consejo Superior de Investigaciones Científicas (CSIC).

## Biografia

### Gli anni della gioventù
Secondo figlio di Manuel Ortiz de Landázuri ed Eulogia Fernández de Heredia y Gastaña, si trasferì a Madrid con la famiglia nel 1915. Un ricordo tragico di quei primi anni fu l’incendio dell’edificio presso il quale risiedevano in via Fuencarral. A dieci anni iniziò a frequentare gli studi superiori presso la scuola degli Agostiniani, in via Valverde. Interruppe il liceo per preparare il concorso per accedere alla Scuola Navale Militare di San Fernando, l’Accademia Suanzes. Durante quell’anno abitò con la nonna e gli zii. Successivamente, tornò a Segovia dalla famiglia dove, per recuperare l’anno perduto, ricominciò gli studi liceali iscrivendosi come privatista. Seguì pertanto le lezioni di Retorica e Letteratura spagnola presso il poeta Antonio Machado, di cui ebbe un indelebile ricordo.
(Eduardo Ortiz de Landázuri)
 Terminò quindi il liceo nel settembre del 1926.

### Gli studi universitari
Benché la tradizione familiare lo indirizzasse verso l’Accademia di Artiglieria, in quanto l'avevano frequentata sia il padre che il nonno, a seguito di alcuni eventi politici, come la presa al potere del generale  Primo de Rivera, decise di intraprendere gli studi di medicina. Pertanto, dal 1926 al 1934, studiò all'Università Centrale frequentando il corso preparatorio nella Facoltà di Scienze presso il vecchio edificio di Calle de San Bernardo e gli studi veri e propri nel casermone di San Carlo, in Calle de Atocha.
Egli stesso parlerà poi così di quegli anni: 
(Juan Antonio Narvaez Sanchez, L'avventura di un medico cristiano)
Tra i suoi professori ebbe  Gustavo Pittaluga Fattorini, scienziato di origine italiana, e Carlos Jiménez Díaz, ordinario di Patologia e Clinica medica, con cui intratterrà un rapporto professionale consolidato da una duratura amicizia. Si laureò in Medicina e Chirurgia il 10 gennaio 1934, anno in cui partecipò anche al concorso come medico del Corpo carcerario. L’anno successivo vinse una borsa di studio che lo porterà a trascorrere un periodo di lavoro presso l’Università di Francoforte.

### La guerra civile
A partire dal 1936 tuttavia la situazione politica in Spagna aveva subito un netto peggioramento, e lo scoppio della guerra civile il 18 luglio ne fu la conseguenza. In quello stesso anno il padre fu giustiziato con l’accusa di aver capeggiato la sollevazione dei militari della Scuola di tiro dell’Artiglieria. Durante la guerra civile Eduardo fu  tenente medico dell'esercito repubblicano. Nell'aprile del 1937 entrò nella  Falange Spagnola in clandestinità. Alla fine della guerra, fu sottoposto ad un processo, con l’accusa di aver partecipato al complotto delle linee telefoniche, al termine del quale fu assolto "con tutte le dichiarazioni favorevoli".

### La vita accademica

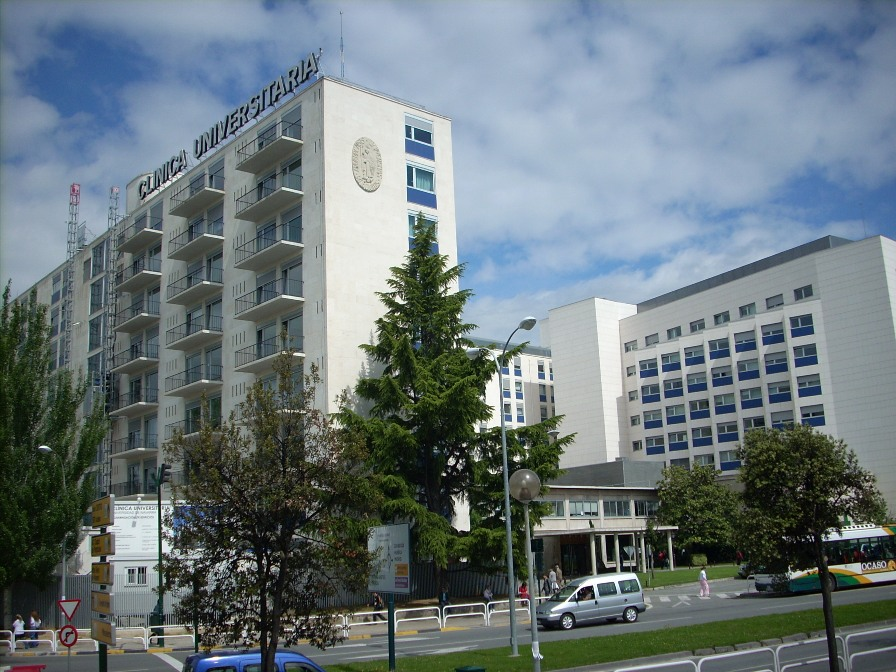
Clinica Universitaria, Pamplona, Spagna

Il 20 dicembre 1944 Eduardo presenta la tesi di dottorato il cui titolo era: “Malattia da denutrizione (osservazioni sulle masse di popolazioni male alimentate)”, a cui fu assegnato il voto di 110. Lo stesso anno fu incoraggiato da Juan Rof Carballo a presentarsi al concorso a cattedra nella specialità di Patologia generale.  Juan Rof Carballo è stato un medico e saggista spagnolo, considerato il padre della  Medicina psicosomatica. In particolar modo, viene ricordato per essere stato un'autorità mondiale nelle dimensioni psicologiche delle relazioni interpersonali. Nel 1946 si svolsero le prove ed egli si classificò al secondo posto, ottenendo il posto a Cadice. Nel frattempo, presso l’Università di Granada si liberò un posto nella sua stessa specialità, cosicché, l’8 novembre del 1946, prese possesso della cattedra della Facoltà di Medicina dell’Università di Granada. Nel 1950 elaborò un lavoro sulla cirrosi che venne presentato al congresso di Malaga. Nel 1951 fu nominato Preside della Facoltà di Medicina. L’anno seguente fu eletto membro della  Reale Accademia di Medicina di Granada e verso la fine della permanenza a Granada fu nominato Vicerettore dell’Università. Nel 1958 viene invitato dal professor Juan Jiménez Vargas ad andare a lavorare a Pamplona presso lo studio generale di Navarra, che pochi anni più tardi sarà eretto in Università. Si trasferirà il 25 settembre alla Scuola di Medicina dello Studio Generale di Navarra come  professore ordinario di Patologia e Clinica Medica. Nella facoltà universitaria spese i suoi anni di lavoro fino al giorno del pensionamento. Nello stesso anno diventò Capo del servizio di Medicina interna nell’Ospedale Provinciale di Navarra. Nel 1962 è nominato Preside della Facoltà di Medicina dell’Università e nel 1966 Vicerettore. Il 17 dicembre di quell’anno il Console della  Repubblica Federale di Germania gli impose la Croce al merito civile della Repubblica. Nel 1981 la Deputazione Provinciale della Navarra lo nomina Vicepresidente della Commissione Tecnica per il sostegno alla ricerca medica. Nel 1984 viene nominato Collegiale d’Onore del Collegio dei Medici di Pamplona, il 13 ottobre dello stesso anno si svolse una cerimonia in suo onore presso l’Università di Navarra. L’anno seguente gli viene concesso il Premio Couder y Moratilla della Reale Accademia Nazionale di Medicina.

## Attività politica

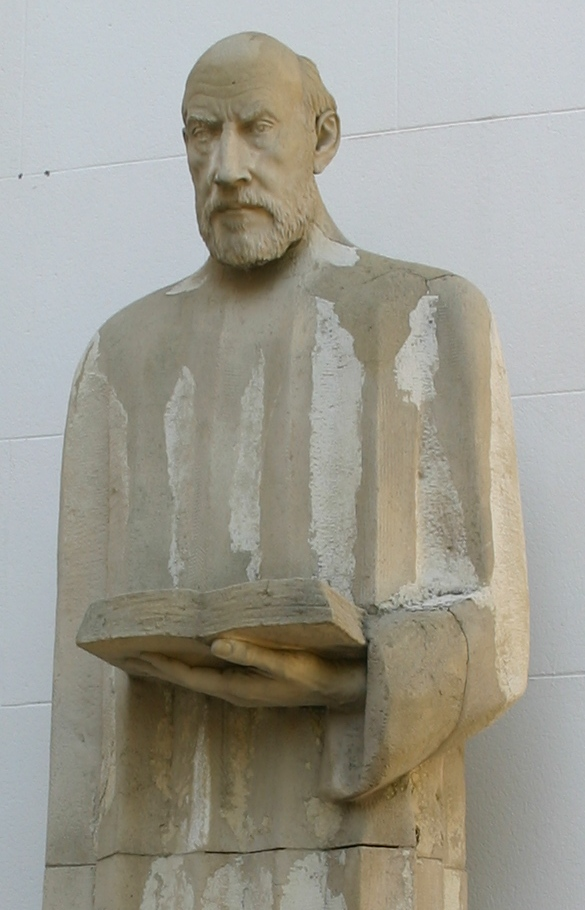
Statua di Ramón y Cajal, Ilustre Colegio Oficial de Médicos de Madrid

Gli  anni Trenta furono anni di notevole agitazione politica e sociale in Spagna. Come conseguenza, nel 1931 fu eletto vicepresidente dell’Associazione professionale degli Studenti di Medicina, un ramo della FUE (Federazione Universitaria degli Studenti), vicina all’Istituzione Libera d’Insegnamento di ispirazione sinistroide. In quel periodo vi furono parecchi disordini anche nella Facoltà di Medicina, tanto che le autorità furono obbligate a chiuderla. Non si hanno notizie certe circa la partecipazione di Eduardo a questi avvenimenti, ma sicuramente non fu estraneo agli "eventi del San Carlo", come la storia li ha definiti. Egli tenne un intervento durante la cerimonia di omaggio tenutasi il 20 maggio 1931 per Santiago Ramón y Cajal, Premio Nobel per la medicina del 1906. In quell’occasione pronunciò un discorso, presso il cortile della facoltà, mettendone in risalto lo spirito universitario.

## Vita privata

### Famiglia

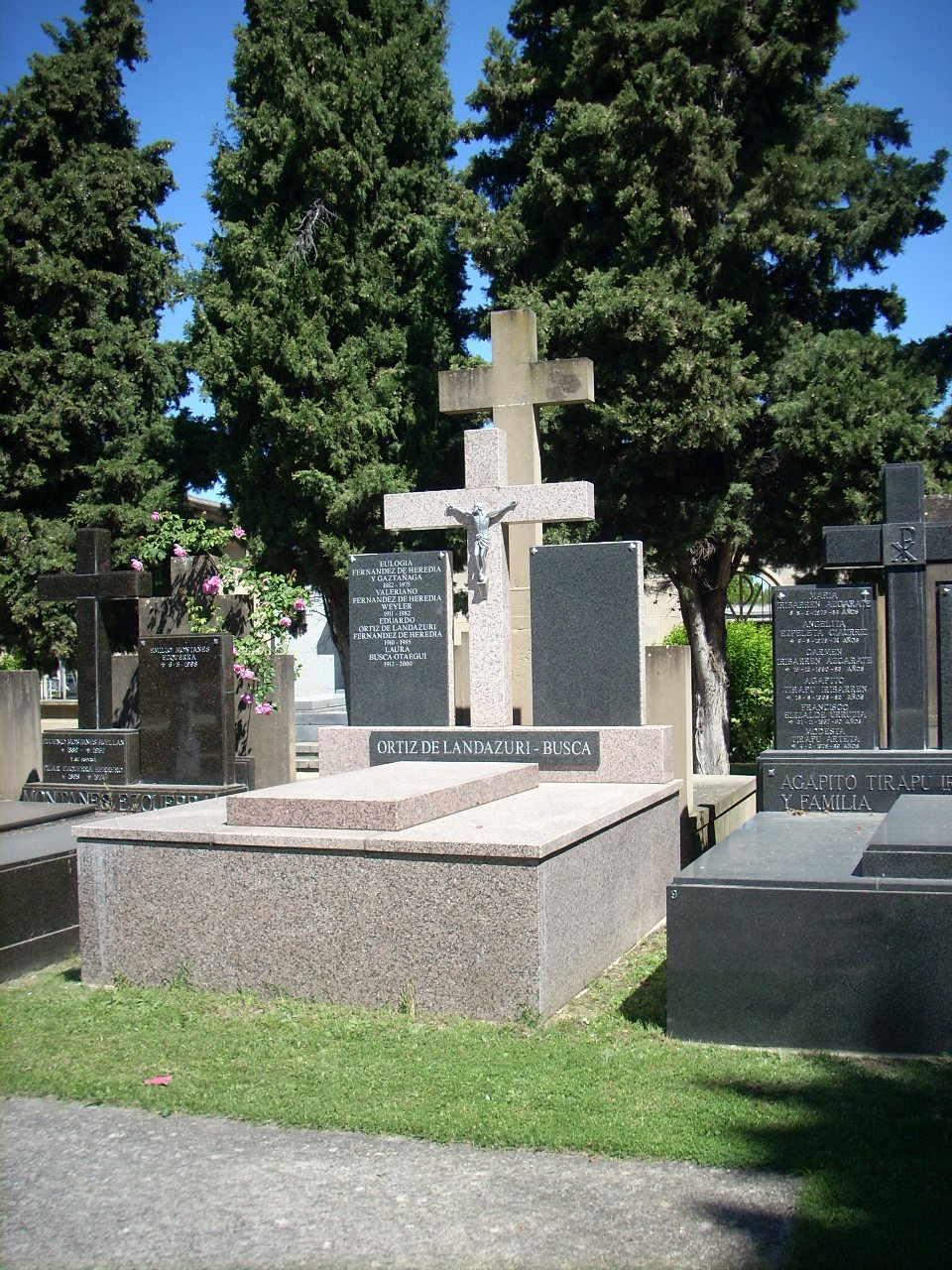
Tomba di Eduardo Ortiz, Pamplona, Spagna

Nell’autunno del 1935 conobbe Laura Busca Otaegui, meglio conosciuta come Laurita, la più piccola di sei fratelli. Lei stessa, più volte, racconterà l’occasione del loro incontro: 
(Laurita Busca Otaegui)
La mattina del 17 giugno 1941 i due si sposarono presso il Santuario della Vergine di  Arántzazu, a  Oñate. La coppia ebbe sette figli.

### Opus Dei
Eduardo ottenne l’ammissione come membro soprannumerario all’Opus Dei il 1º giugno 1952, mentre la moglie lo seguì l’8 gennaio 1953. Conoscerà poi, il 20 ottobre 1958, il santo Josemaría Escrivá, insieme al beato Álvaro del Portillo con cui avrà anche una corrispondenza epistolare. Manterrà salda la sua fede fino al momento della morte, che sopraggiunse il 20 maggio del 1985. Gli verrà concessa postuma la medaglia d’oro dell’Università di Navarra, e si celebrerà il 13 dicembre dello stesso anno un atto accademico in suo onore. L’11 dicembre 1998 l’arcivescovo di Pamplona ha decretato l’inizio della causa per la sua canonizzazione.